# Epicauta velata
Epicauta velata es una especie de coleóptero de la familia Meloidae.

## Distribución geográfica
Habita en Mozambique y  Natal en (Sudáfrica).